# استردیکلا
استردیکلا، روستایی از توابع بخش مرکزی شهرستان بابل در استان مازندران ایران است.

## جمعیت
این روستا در دهستان فیضیه قرار دارد و براساس سرشماری مرکز آمار ایران در سال ۱۳۸۵، جمعیت آن ۶۴۵ نفر (۱۶۷خانوار) بوده‌است.